# Giovanni di Danimarca
Giovanni di Danimarca, (danese, norvegese e svedese: Hans) (Aalborg, 5 giugno 1455 – Aalborg, 20 febbraio 1513), è stato re dell'unione di Danimarca (1481–1513), Norvegia (1483– 1513) e Svezia (1497–1501 con il nome di Giovanni II), in base all'Unione di Kalmar, nonché duca di Schleswig e Holstein.

## Biografia
Nato nel castello di Aalborghus, nello Jutland Settentrionale, Giovanni era il terzo ma primo figlio sopravvissuto di Cristiano I di Danimarca, e di sua moglie, Dorotea di Brandeburgo, figlia del margravio Giovanni di Brandeburgo.

## Regno
Nel 1458, Cristiano I incaricò il Consiglio della corona norvegese di eleggere il figlio maggiore come re di Norvegia alla sua morte. Una dichiarazione simile è stata fatta in Svezia. Nel 1467 Giovanni fu acclamato come successore al trono in Danimarca. Giovanni usò il titolo di erede al trono di Norvegia, ma questa era un'affermazione che il Consiglio norvegese non riconobbe immediatamente. Di conseguenza, alla morte del re Cristiano I nel maggio 1481, la posizione di Giovanni era incontrastata in Danimarca, mentre in Norvegia il Consiglio del Regno assunse l'autorità reale seguito da un interregno. Non esistevano seri candidati rivali al trono norvegese, ma il consiglio era determinato a dimostrare lo status della Norvegia come regno sovrano. Un incontro tra i Consigli di Danimarca, Svezia e Norvegia fu fissato per il 13 gennaio 1483 ad Halmstad, per definire i termini per l'elezione di Giovanni a re. Il Consiglio svedese non si presentò alla riunione, ma i consigli norvegesi e danesi hanno proceduto a produrre una dichiarazione congiunta contenente i termini per il governo di Giovanni ed eleggendolo re. Si sperava che la Svezia avrebbe successivamente accettato lo stesso documento e quindi riconoscere Giovanni come re. Successivamente, Giovanni fu incoronato re di Danimarca a Copenaghen il 18 maggio e re di Norvegia a Trondheim il 20 luglio.
Durante i primi anni del suo governo, Giovanni attuò una politica di equilibrio. Con mezzi diplomatici cercò di indebolire la posizione del reggente svedese Sten Sture e cercò anche nuovi alleati: fu il primo re danese a stabilire una cooperazione politica con la Russia. Dopo il trattato del 1493, Ivan III di Russia imprigionò tutti i mercanti anseatici che commerciavano a Novgorod e istigò la guerra russo-svedese (1496–1499). Le città anseatiche furono anche turbate da una guerra segreta da parte dei corsari danesi. A quel tempo la posizione dell'Hansaund era in lento ma costante declino a causa dei cambiamenti nelle rotte commerciali e della crescente opposizione contro la Lega anseatica negli stati del Nord Europa.
La politica interna di Giovanni fu segnata dal supporto economico dei mercanti danesi e da un uso diffuso di persone comuni come funzionari e addirittura consiglieri, nonostante la rabbia della nobiltà. La più importante delle sue iniziative fu forse l'avvio della costruzione di una marina militare danese permanente, che venne a giocare un ruolo importante nei suoi ultimi anni.
In base al Privilegio di Ripen le Diete dei nobili dei ducati dello Schleswig e dell'Holstein, dovevano eleggere un duca tra i figli del duca precedente. Dopo la morte di Cristiano I, Giovanni riuscì a sostenere con successo l'elezione di entrambi i figli come co-duchi (nel 1482), quando sembrava invece che il suo fratello di 10 anni, Federico sarebbe stato eletto. Anche se venne inizialmente concordato che essi dovessero governare i ducati congiuntamente, al compimento della maggior età di Federico (nel 1490) i ducati erano comunque divisi.
Nel frattempo, Giovanni aveva inizialmente approvato di aderire a un piano di crociata presentato a Roma il 25 marzo 1490, in cui i soldati nordici avrebbero fatto parte di una coalizione di eserciti che combattevano i turchi dell'Impero Ottomano; tuttavia, inviò un legato con una lettera a Giulio II per spiegare che aveva molti conflitti in casa, il che gli avrebbe impedito di prenderne parte.
Nel 1495, salpò con una grande flotta per Kalmar, in Svezia, per avviare negoziati con Sten Sture sul mantenimento degli svedesi nell'Unione di Kalmar. Tuttavia, l'ammiraglia di Giovanni, la Gribshunden, prese fuoco e bruciò mentre era ancorata nel Mar Baltico al largo della costa di Ronneby. Giovanni non era a bordo in quel momento e così sopravvisse. Continuò la spedizione ma non incontrò Sten Sture prima di lasciare nuovamente Kalmar.
Il 6 ottobre 1497, Giovanni conquistò la Svezia durante una breve ed efficace campagna militare, sconfiggendo Sten Sture nella battaglia di Rotebro dopo aver minato la sua posizione conquistando la maggior parte della nobiltà svedese. Sten si arrese al re a Stoccolma e si riconciliò con lui. Giovanni fu incoronato re di Svezia e Sten ricevette la più alta posizione di autorità in Svezia sotto il re.
Nel 1500 Giovanni compì un atto che in Danimarca è rimasto molto legato al suo nome: il tentativo fatale di conquistare il Dithmarschen nella Germania Settentrionale che era in realtà una repubblica contadina indipendente. Assieme al fratello Federico si imbarcò in una campagna su larga scala affidata ad un esercito di mercenari tedeschi, ma gli abitanti del Ditmarshen fecero cadere l'esercito in una trappola dopo aver aperto le dighe di un'area posta sotto il livello del mare, e il tutto finì con un disastro militare.
La sconfitta scosse il prestigio del re e già nel 1501 la Svezia si rese indipendente. Durante gli anni seguenti Giovanni combatté una guerra ancor più aspra contro Sten Sture e il suo successore Svante Nilsson, nella quale si mostrò privo di equilibrio e ricorse ad atti di violenza. La guerra produsse tensioni sia con la nobiltà danese che con le città anseatiche, in particolare Lubecca, e nel 1509 finì con una pace che in primo luogo lo riconosceva come re di Svezia, ma in realtà lasciava indipendenti gli svedesi. I tentativi di opposizione dei norvegesi vennero soffocati dal figlio di Giovanni, Cristiano (in seguito Re Cristiano II di Danimarca), che era viceré di Norvegia dal 1507.
Nel 1510-12 il re combatté un'ultima guerra contro la Svezia e Lubecca, nella quale la Danimarca venne inizialmente messa sotto ma ribaltò la situazione con un'offensiva navale. Il risultato per quanto riguarda la Svezia fu il mantenimento dello status quo, ma Lubecca subì dalla pace un vero e proprio rovescio politico ed economico.
Nella sua epoca e in parte anche ai posteri, Giovanni è spesso apparso come un "re comune", un uomo allegro e semplice con modi popolari. Dietro la superficie comunque, sembra sia stato un duro realista e uno zelante calcolatore politico. Per molti aspetti è un parallelo scandinavo di Luigi XI di Francia e di Enrico VII d'Inghilterra.

## Matrimonio e figli
Nel 1478 sposò Cristina di Sassonia (25 dicembre 1461–8 dicembre 1521), figlia di Ernesto di Sassonia e nipote di Federico il Gentile di Sassonia. Dal matrimonio nacquero sei figli:
- Giovanni (1479-1480);
- Ernst (1480-1500);
- Cristiano (1 luglio 1481-25 gennaio 1559);
- Giacobbe (1484-1555);
- Elisabetta (24 giugno 1485-10 giugno 1555), sposò Gioacchino I di Brandeburgo, ebbero cinque figli;
- Francesco (15 luglio 1497-1 aprile 1511).

## Morte
Nel 1513, Giovanni morì al castello di Aalborghus poco tempo dopo essere caduto da cavallo. Fu sepolto nella chiesa del convento francescano di Odense. La regina Cristina, che visse l'ultima parte della sua vita in un convento di suore a Odense, incaricò il famoso scultore tedesco Claus Berg di creare una magnifica cappella funeraria, dove sia lei che suo marito furono sepolti dopo la sua morte nel 1521. La pala d'altare in stile tardo gotico scolpita da Berg tra il 1515 e il 1525 è uno dei tesori nazionali della Danimarca. Ognuna delle tre sezioni è finemente scolpita e dorata. Sopravvisse al fervore iconoclasta del Riforma protestante forse per il suo legame con le sepolture reali. Nella cappella della famiglia reale fu sepolto anche il figlio del re Giovanni e della regina Cristina, il re Cristiano II, con la moglie Isabella d'Austria. Nel 1807 l'ex chiesa francescana fu demolita e la pala d'altare di Berg e sei corpi reali furono trasferiti nella cattedrale di San Canuto, sempre a Odense.

## Ascendenza
|                                |                           |                                           | Genitori                                 |  |  | Nonni |  |  | Bisnonni                 |  |  | Trisnonni                |  |
|                                |                           |                                           |                                          |  |  |       |  |  | Cristiano V di Oldenburg |  |  | Cristiano V di Oldenburg |  |
|                                |                           |                                           |                                          |  |  |       |  |  | Cristiano V di Oldenburg |  |  | Cristiano V di Oldenburg |  |
|                                |                           | Ingeborg di Holstein-Plön                 |                                          |  |  |       |  |  | Cristiano V di Oldenburg |  |  |                          |  |
| Dietrich di Oldenburg          |                           |                                           |                                          |  |  |       |  |  | Cristiano V di Oldenburg |  |  |                          |  |
|                                |                           | Agnese di Hohnstein-Heringen              | Dietrich V, Conte di Hohnstein-Heringen  |  |  |       |  |  |                          |  |  |                          |  |
|                                |                           | Agnese di Hohnstein-Heringen              | Dietrich V, Conte di Hohnstein-Heringen  |  |  |       |  |  |                          |  |  |                          |  |
|                                |                           | Agnese di Hohnstein-Heringen              | Sophia di Brunswick                      |  |  |       |  |  |                          |  |  |                          |  |
| Cristiano I di Danimarca       |                           | Agnese di Hohnstein-Heringen              |                                          |  |  |       |  |  |                          |  |  |                          |  |
|                                |                           | Gerardo VI di Schleswig-Holstein          | Heinrich II, conte di Holstein-Rendsburg |  |  |       |  |  |                          |  |  |                          |  |
|                                |                           | Gerardo VI di Schleswig-Holstein          | Heinrich II, conte di Holstein-Rendsburg |  |  |       |  |  |                          |  |  |                          |  |
|                                |                           | Gerardo VI di Schleswig-Holstein          | Ingeborg di Meclemburgo-Schwerin         |  |  |       |  |  |                          |  |  |                          |  |
| Edvige di Schauenburg          |                           | Gerardo VI di Schleswig-Holstein          |                                          |  |  |       |  |  |                          |  |  |                          |  |
|                                |                           | Caterina Elisabetta di Brunswick-Lüneburg | Magnus II di Brunswick-Wolfenbüttel      |  |  |       |  |  |                          |  |  |                          |  |
|                                |                           | Caterina Elisabetta di Brunswick-Lüneburg | Magnus II di Brunswick-Wolfenbüttel      |  |  |       |  |  |                          |  |  |                          |  |
|                                |                           | Caterina Elisabetta di Brunswick-Lüneburg | Cathrin di Anhalt-Bernburg               |  |  |       |  |  |                          |  |  |                          |  |
| Giovanni di Danimarca          |                           | Caterina Elisabetta di Brunswick-Lüneburg |                                          |  |  |       |  |  |                          |  |  |                          |  |
|                                | Federico I di Brandeburgo | Federico V di Norimberga                  |                                          |  |  |       |  |  |                          |  |  |                          |  |
|                                | Federico I di Brandeburgo | Federico V di Norimberga                  |                                          |  |  |       |  |  |                          |  |  |                          |  |
|                                | Federico I di Brandeburgo | Elisabetta di Meißen                      |                                          |  |  |       |  |  |                          |  |  |                          |  |
| Giovanni l'Alchimista          | Federico I di Brandeburgo |                                           |                                          |  |  |       |  |  |                          |  |  |                          |  |
|                                |                           | Elisabetta di Baviera-Landshut            | Federico di Baviera-Landshut             |  |  |       |  |  |                          |  |  |                          |  |
|                                |                           | Elisabetta di Baviera-Landshut            | Federico di Baviera-Landshut             |  |  |       |  |  |                          |  |  |                          |  |
|                                |                           | Elisabetta di Baviera-Landshut            | Maddalena Visconti                       |  |  |       |  |  |                          |  |  |                          |  |
| Dorotea di Brandeburgo         |                           | Elisabetta di Baviera-Landshut            |                                          |  |  |       |  |  |                          |  |  |                          |  |
|                                |                           | Rodolfo III di Sassonia-Wittenberg        | Venceslao I di Sassonia-Wittenberg       |  |  |       |  |  |                          |  |  |                          |  |
|                                |                           | Rodolfo III di Sassonia-Wittenberg        | Venceslao I di Sassonia-Wittenberg       |  |  |       |  |  |                          |  |  |                          |  |
|                                |                           | Rodolfo III di Sassonia-Wittenberg        | Cecilia da Carrara                       |  |  |       |  |  |                          |  |  |                          |  |
| Barbara di Sassonia-Wittenberg |                           | Rodolfo III di Sassonia-Wittenberg        |                                          |  |  |       |  |  |                          |  |  |                          |  |
|                                |                           | Barbara di Legnica                        | Rupert I di Legnica                      |  |  |       |  |  |                          |  |  |                          |  |
|                                |                           | Barbara di Legnica                        | Rupert I di Legnica                      |  |  |       |  |  |                          |  |  |                          |  |
|                                |                           | Barbara di Legnica                        | Edvige di Żagań                          |  |  |       |  |  |                          |  |  |                          |  |
|                                |                           | Barbara di Legnica                        |                                          |  |  |       |  |  |                          |  |  |                          |  |